# De Fakkel (Oranje Vrijstaat)
De Fakkel was een maandblad (later halfmaandelijks) dat tussen 1876 en 1909 verscheen als officieel orgaan van de Nederduitse Gereformeerde Kerk in de republiek Oranje Vrijstaat en later de Oranjerivierkolonie. Het blad werd aanvankelijk uitgegeven door White, Barlow & Co., en vanaf 1878 door Carl Borckenhagen, die tevens uitgever was van het populaire nieuwsblad De Express. Vanaf 1884 verscheen het twee keer per maand, totdat het in 1909 werd samengevoegd met De Kerkbode. De taal van de Fakkel was Nederlands.

## Geschiedenis
In de Kaapkolonie werd door de Nederduits Gereformeerde Kerk vanuit Kaapstad reeds een tijdschrift uitgegeven, De Gereformeerde Kerkbode (later hernoemd tot De Kerkbode). Omdat het destijds nog lange tijd duurde voordat post kon werd bezorgd (de eerste spoorlijn in de Oranje Vrijstaat werd pas in 1890 geopend), was er behoefte aan een eigen kerkelijk tijdschrift in de republiek.
De Fakkel had een belangrijke functie in de verspreiding van kerkelijke mededelingen binnen de groeiende Nederduitse Gereformeerde Kerk. Het tijdschrift richtte zich naast kerkelijke ook op culturele aangelegenheden. Het bevatte boekbesprekingen, stichtelijke verhalen, nieuws over het onderwijs (zoals van Grey College en het Dames-Instituut), aanstelling van nieuwe leerkrachten en levensberichten.
De inhoud van het blad weerspiegelde de hechte verwevenheid van religie en cultuur in de 19e-eeuwse Boerensamenleving. Religieuze bijeenkomsten, zoals de avondmaalviering, waren vaak tevens belangrijke sociale gebeurtenissen. Zuid-Afrikaanse literatuur uit deze periode was sterk religieus getint, waarbij volksliederen, ballades en verhalen vaak een protestants-didactische moraal bevatten.
In maart 1900 werd Bloemfontein bezet door de Britten tijdens de Tweede Boerenoorlog. Vanaf toen werd De Fakkel tijdelijk niet uitgegeven. Vanaf maart 1903 werd de uitgave hervat.

In 1909 ging De Fakkel op in De Kerkbode, een tijdschrift wat anno 2025 nog steeds bestaat.